# Susan Shaw
Susan Shaw, nata Patricia Gwendoline Sloots (Londra, 29 agosto 1929 – 27 novembre 1978), è stata un'attrice inglese.

## Biografia
Shaw nacque il 29 agosto 1929 a West Norwood, Londra, da Edward John Sloots e Lillian Rose Lewis. Voleva diventare stilista e lavorava come dattilografa al Ministero dell'Informazione quando fece un provino per la J. Arthur Rank Organisation. La fecero firmare un contratto a tempo determinato e la addestrarono alla "charm school".
Shaw ebbe una piccola parte nel musical London Town (1946) e una parte più importante in un altro musical, Walking on Air (1946). Ebbe piccoli ruoli in The Upturned Glass (1947) e Jassy (1947). Prese parte a Holiday Camp (1947), che presentò la famiglia Huggett, anche se non interpretò nessuno degli Huggett. A Shaw fu assegnato il ruolo più importante fino ad oggi in It Always Rains on Sunday (1947) per gli Ealing Studios. Ebbe un'altra parte di supporto in My Brother's Keeper (1948) per la Gainsborough Pictures, e sostituì Pat Roc quando si ritirò da London Belongs to Me (1948).
Il primo ruolo da protagonista di Shaw arrivò in To the Public Danger (1948), un cortometraggio diretto da Terence Fisher. Ebbe un ruolo in uno dei segmenti di Quartet (1948) e, quando Sydney Box decise di realizzare una serie di film sulla famiglia Huggett con Jack Warner, Shaw fu scelta per il ruolo di Susan Huggett. La serie comprendeva tre film: Here Come the Huggetts (1948), Vote for Huggett (1948) e The Huggetts Abroad (1949). È stata la protagonista femminile nelle commedie It's Not Cricket (1949) e Marry Me (1949), e una delle tante attrici in Train of Events (1949). Shaw era ormai una delle giovani attrici più impegnate in Gran Bretagna. Interpretò un ruolo secondario in alcuni thriller – Waterfront (1950), The Woman in Question (1950) – prima di tornare a recitare il ruolo principale in Pool of London (1951) con Bonar Colleano.
Shaw iniziò ad apparire in televisione in One Man's Family (1951) e in una versione della BBC di The Amazing Dr. Clitterhouse (1951). Fu la protagonista femminile in alcuni film di serie B: There Is Another Sun (1951), Wide Boy (1952), A Killer Walks (1952), The Large Rope (1953) e Small Town Story (1953). In TV interpretò Count Your Blessings (1953). Nell'aprile del 1951, il Daily Mail elencò Shaw in un sondaggio condotto tra oltre 2.000 lettori come una delle attrici britanniche più popolari del paese (dopo Anna Neagle, Jean Simmons, Jean Kent, Glynis Johns, Greer Garson, Petula Clark, Margaret Rutherford e Patricia Dainton, e davanti a Jane Wyman)
Ha recitato in alcuni film maggiori, come The Intruder (1953) e I buoni muoiono giovani (1954), così come Time Is My Enemy (1954), e interpretò ruoli da protagonista in: Stolen Time (1955); Stock Car (1955); Fire Maidens from Outer Space (1956); nella commedia Davy (1958); The Diplomatic Corpse (1958); e Chain of Events (1958), così come nella commedia televisiva You Can't Have Everything (1958). È apparsa in Carry on Nurse (1959) e The Big Day (1960), e negli episodi di: All Aboard (1959); Suspense (1960); Richard the Lionheart (1962); e No Hiding Place (1962). I suoi ultimi film furono Stranglehold (1963) e The Switch (1963).

## Vita privata
Il suo matrimonio con Albert Lieven, dal quale ebbe una figlia, finì con il divorzio nel 1953, e nel 1954 sposò Bonar Colleano, che morì in un incidente stradale il 17 agosto 1958. Poco prima della sua morte, Colleano ammise di avere debiti per quasi 10.000 sterline dovuti a una vita sregolata. Lui e Shaw ebbero un figlio, Mark, nato nel 1955. Gravemente colpita dalla morte di Colleano, Shaw cominciò a bere molto e, incapace di prendersi cura del figlio a causa del suo emergente alcolismo, lo diede alla nonna paterna perché lo crescesse.
Nel novembre 1959 Shaw sposò il produttore televisivo Ronald Rowson. Il matrimonio finì ufficialmente nel novembre 1960, Rowson affermò che Shaw lo aveva tradito con lo scrittore Stanley Mann, meno di due mesi dopo il loro matrimonio. 
Shaw finì per vivere da sola e si trasferì a Soho.
Morì nel Middlesex il 27 novembre 1978 di cirrosi epatica e fu cremata al Golders Green Crematorium, nel nord di Londra. I suoi vecchi amici avrebbero dovuto pagare il funerale, ma intervenne poi la Rank Organisation per farlo. "Quando abbiamo appreso le circostanze della sua morte abbiamo pensato che fosse il minimo che potessimo fare", ha affermato un portavoce della Rank Organisation. Charlie Stevenson, il proprietario della Swiss Tavern in Old Compton Street, ha detto, "Veniva qui ogni giorno. Dicono che è morta di cirrosi epatica e che viveva accanto alle prostitute a Soho. Ma questo è Soho. Viviamo tutti accanto alle prostitute. L'amavamo e non volevamo vederla sepolta in una tomba da poveri. Ora daremo i soldi in beneficenza medica."

## Filmografia parziale
- Passioni (Quartet), regia di Ken Annakin, Arthur Crabtree, Harold French e Ralph Smart (1948)
- Donna nel fango (The Woman in Question), regia di Anthony Asquith (1950)
- Città in agguato (Pool of London), regia di Basil Dearden (1951)
- L'età della violenza (The Good Die Young), regia di Lewis Gilbert (1954)
- Stranglehold, regia di Lawrence Huntington (1963)